# Marie Eleonora Šlesvicko-Holštýnsko-Sonderburská
Marie Eleonora Šarlota Šlesvicko-Holštýnsko-Sonderburská (německy Marie Eleanor Charlotte von Schleswig-Holstein-Sonderburg, 10. října 1659 - 18. července 1692 nebo 1697, Olomouc) byla německá princezna patřící k tzv. slezské nebo katolické linii sonderburských vévodů.

## Život
Narodila se jako dcera Alexandra Jindřicha Šlesvicko-Holštýnsko-Sonderburského a jeho manželky Dorothey Marie Heshusové. Měla osm sourozenců, mezi nimi Marii Sibylu.
Její otec sloužil v císařských službách. V době třicetileté války konvertoval ke katolicismu a usadil se ve Slezsku a na Moravě.

### Manželství
Dne 18. září 1691 se provdala za císařského komorníka Ferdinanda Julia hraběte ze Salm-Neuburgu (1650-1691). Zemřela v Olomouci rok po smrti manžela.
Nad branou tovačovského zámku je patrný alianční erb obou manželů.